# Phacelia leibergii
Phacelia leibergii är en strävbladig växtart som beskrevs av August Brand. Phacelia leibergii ingår i Faceliasläktet som ingår i familjen strävbladiga växter. Inga underarter finns listade i Catalogue of Life.